# Ernie Davis
Ernest „Ernie“ Davis (* 14. Dezember 1939 in New Salem-Buffington, Pennsylvania; † 18. Mai 1963 in Cleveland, Ohio) war ein US-amerikanischer American-Football-Spieler auf der Position des Runningbacks. Davis, der den Spitznamen Elmira Express trug, war der erste Afroamerikaner, der die Heisman Trophy gewann.
Im College Football spielte er mit der Nummer 44 für die Syracuse University und verhalf seinem Team zu seinem ersten Titel. Er wurde als erster Spieler des NFL Drafts 1962 von den Washington Redskins ausgewählt, aber unmittelbar danach im Dezember 1961 zu den Cleveland Browns transferiert. Im Sommer 1962 wurde bei ihm Leukämie diagnostiziert, wodurch Davis nie in der National Football League (NFL) spielte.
2008 wurde sein Leben von Gary Fleder unter dem Titel The Express mit Rob Brown in der Hauptrolle verfilmt, basierend auf dem Buch  Ernie Davis: The Elmira Express von Robert C. Gallagher.